# Diepholz
Diepholz község Németországban, Alsó-Szászországban, a Diepholzi járásban. Lakosainak száma 17 608 fő (2023. december 31.).

## Fekvése
Osnabrücktől észak felé, 35 km-re, Vechta délkeleti szomszédjában fekvő település.

## Története

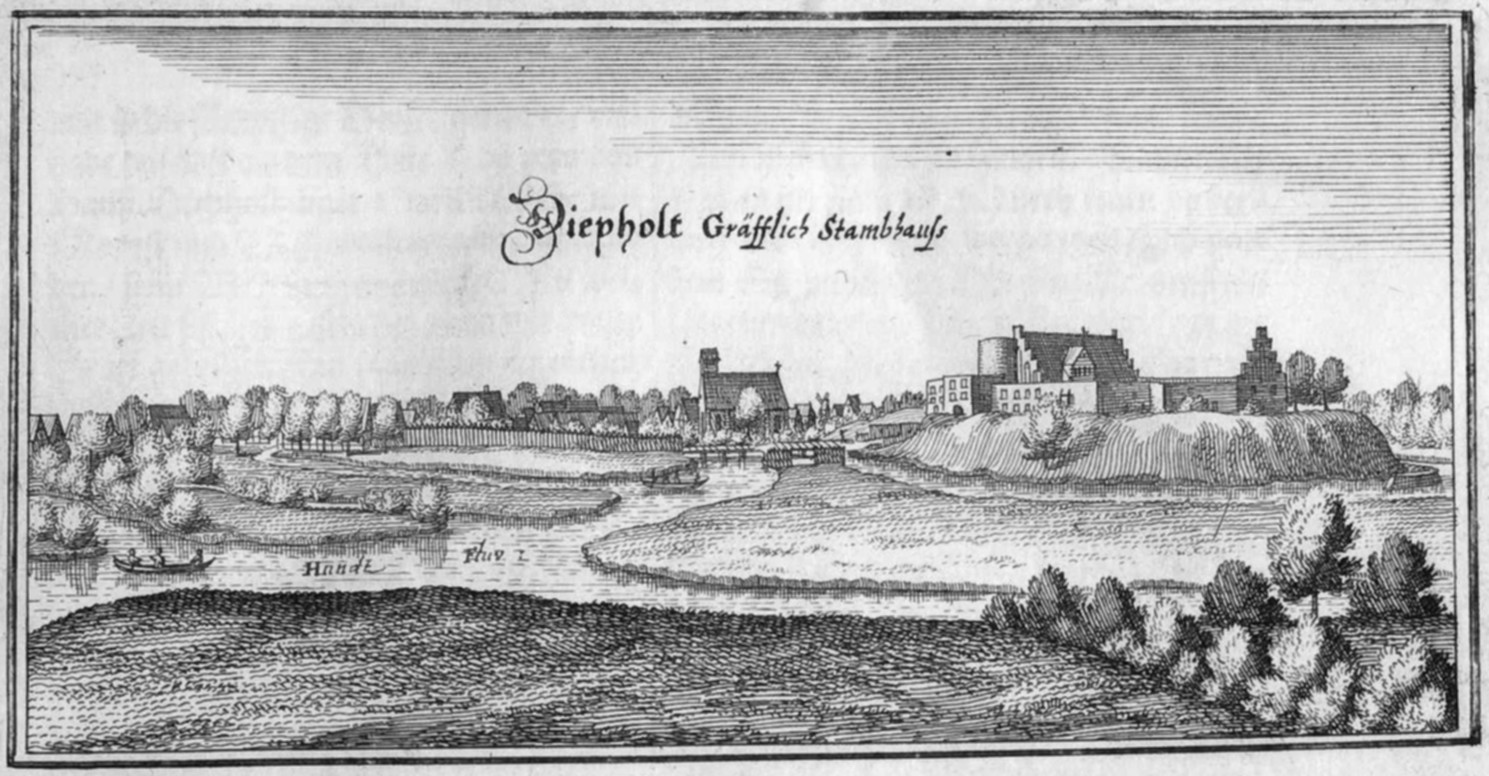
Diepholz, metszet

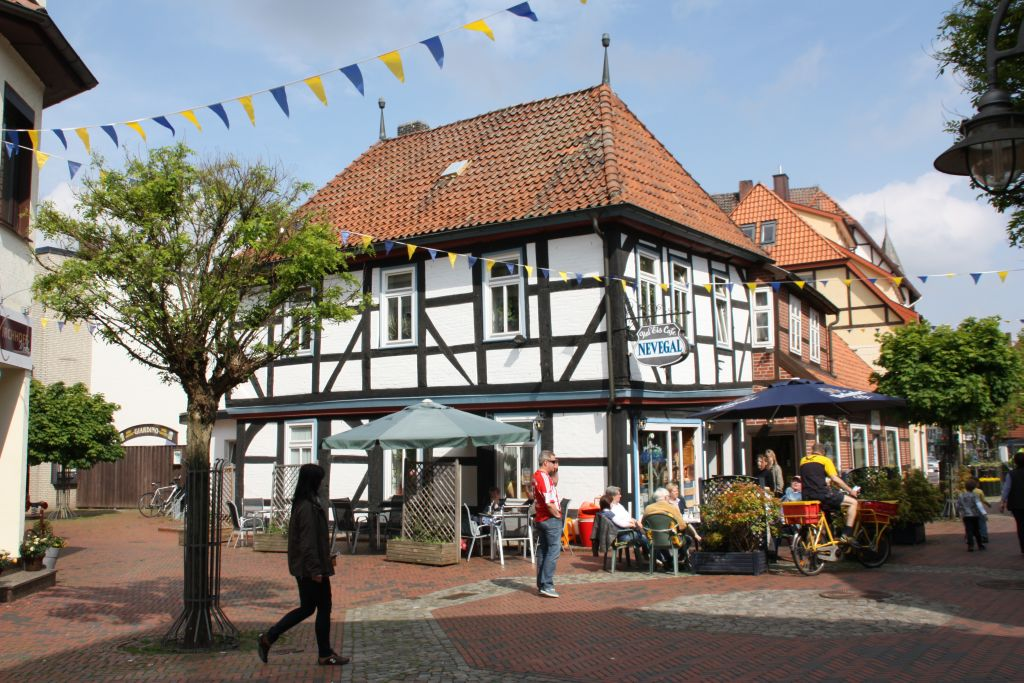

A település a 12. században keletkezett és a Diepholz grófok birtoka volt, akik itt várszerű kastélyt emeltek, melynek mára csupán kör alakú tornya maradt fenn, mely ma a Christian Ludwig herceg által épített kastély része.
A város régi negyedében még érdekes az a néhány 17-18. századból fennmaradt favázas épület is, valamint a Grófi kastély (Grafenschloss) is.

## Földrajza
Diepholz Vechta, Drebber, Lohne, Steinfeld, Damme, Lembruch és Wetschen községekkel határos.

## Ipara
A város gépgyártásáról, textil- és bőrfeldolgozó iparáról, valamint szeizmikus mérőállomásáról ismert.

## Látnivalók
- Kastély
- Grafenschloss
- Favázas házak

## Testvértelepülések
- Thouars
- Starogard Gdański

## Itt születtek, itt éltek
- Erich Hedemann (1567-1636), Brunswick-Luneburg. Kancellár Celle
- Georg Moller (1792-1852) építész, művészeti író, művészettörténész
- William King Horst (1877-1947), volt. Igazgató (gróf Friedrich Iskola 1942-ig), helytörténész és a szerző
- Hans-Helmut Gerstenhauer (1915-2014), a légi jármű és az autó-építő, 1945-ben az első kísérleti Channel helikopter építője
- Günter Marten (1939-2013), politikus (CDU)
- Hanna Jansen (* 1946), gyermek-és ifjúság könyv szerzője
- Roger Trash (1959-2011), rock zenész és író
- Gabriele Kernke (* 1965), illusztrátor és szerző
- Horst Evers (született 1967), író és humorista
- Marc Brummund (* 1970) rendező
- Georg Reuter (1935-2003), zeneszerző a "modern klasszikusok"
- Hans Gerke (1915-1998), a pedagógus, helytörténész
- Wilfried Gerke (1944), tanár, helytörténész
- Klaus Zab (1947-2016), diplomás könyvtáros, író és szerkesztő; 1976-2005 között a városi könyvtár és a helyi Diepholz-i mozi vezetője
- Oliver Becker (1967), rendező, író és producer

## Galéria

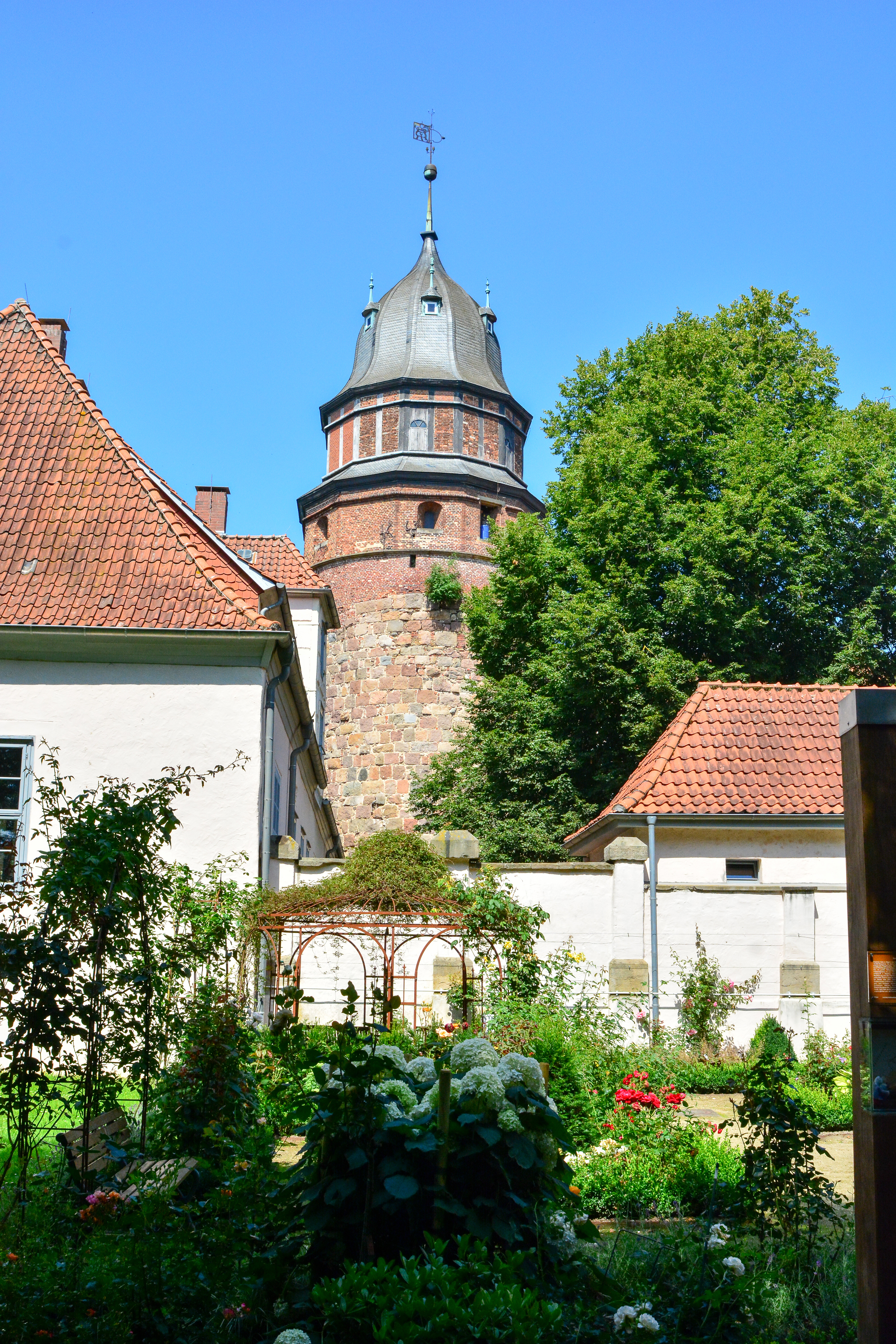
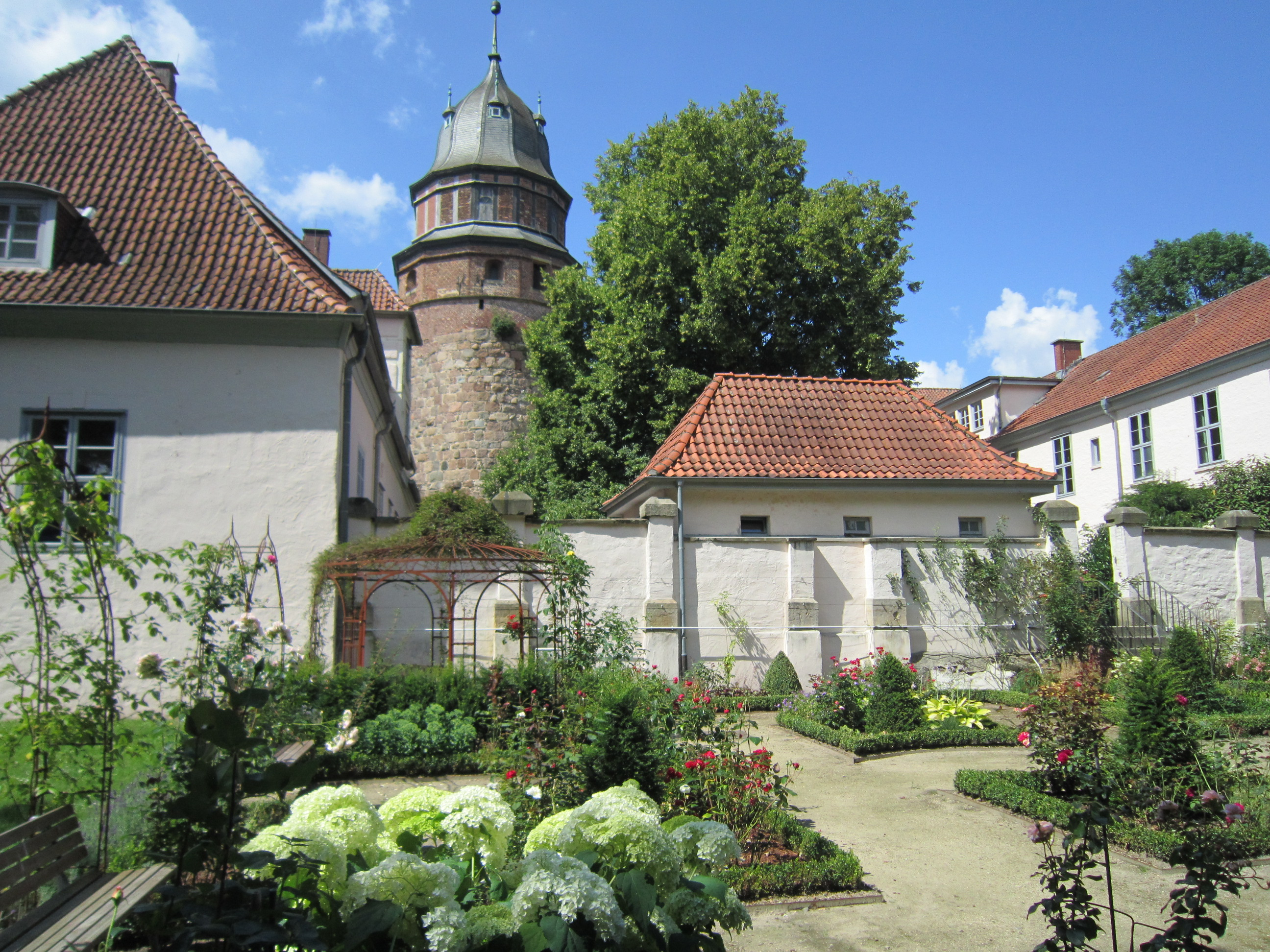
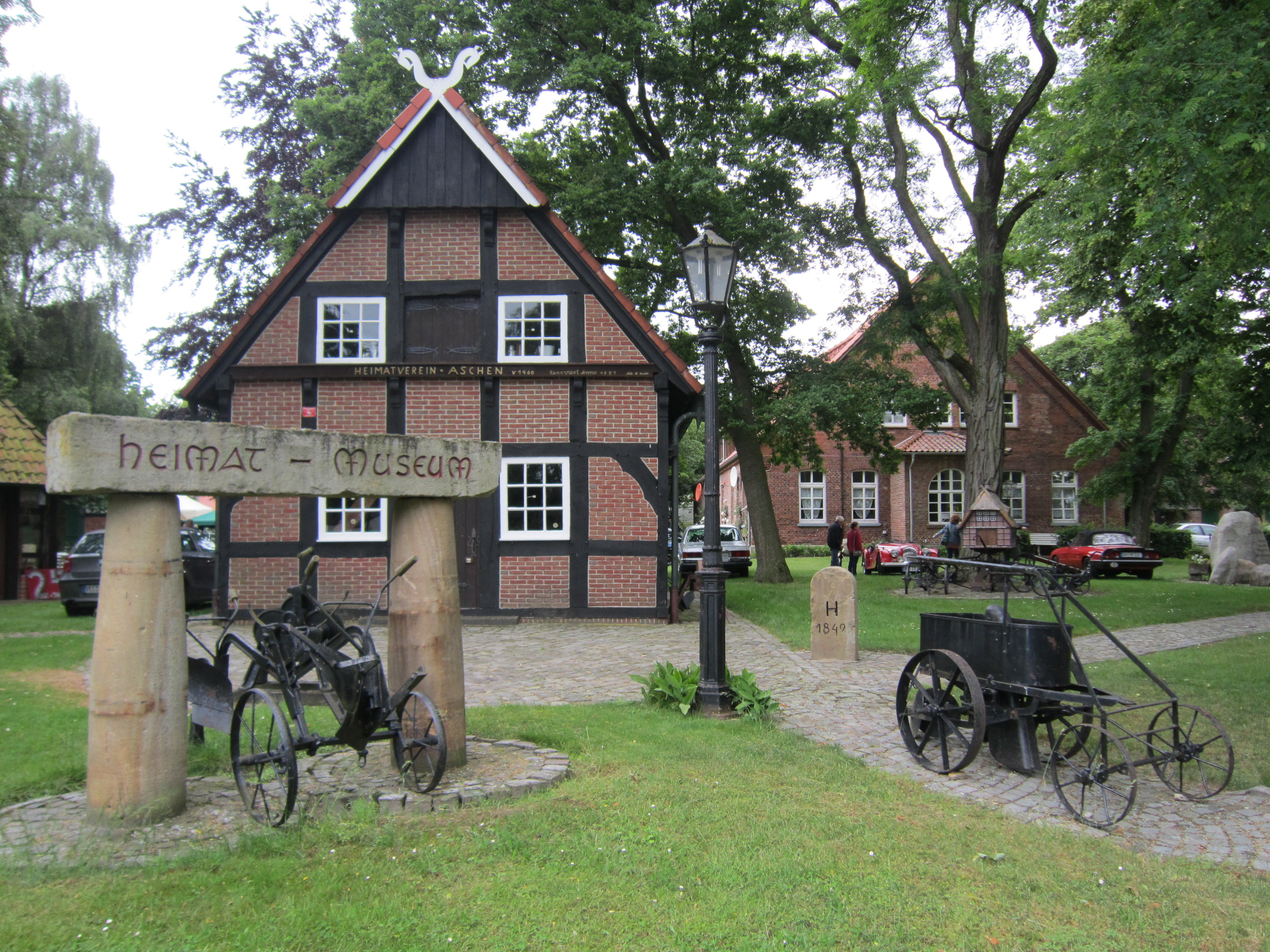
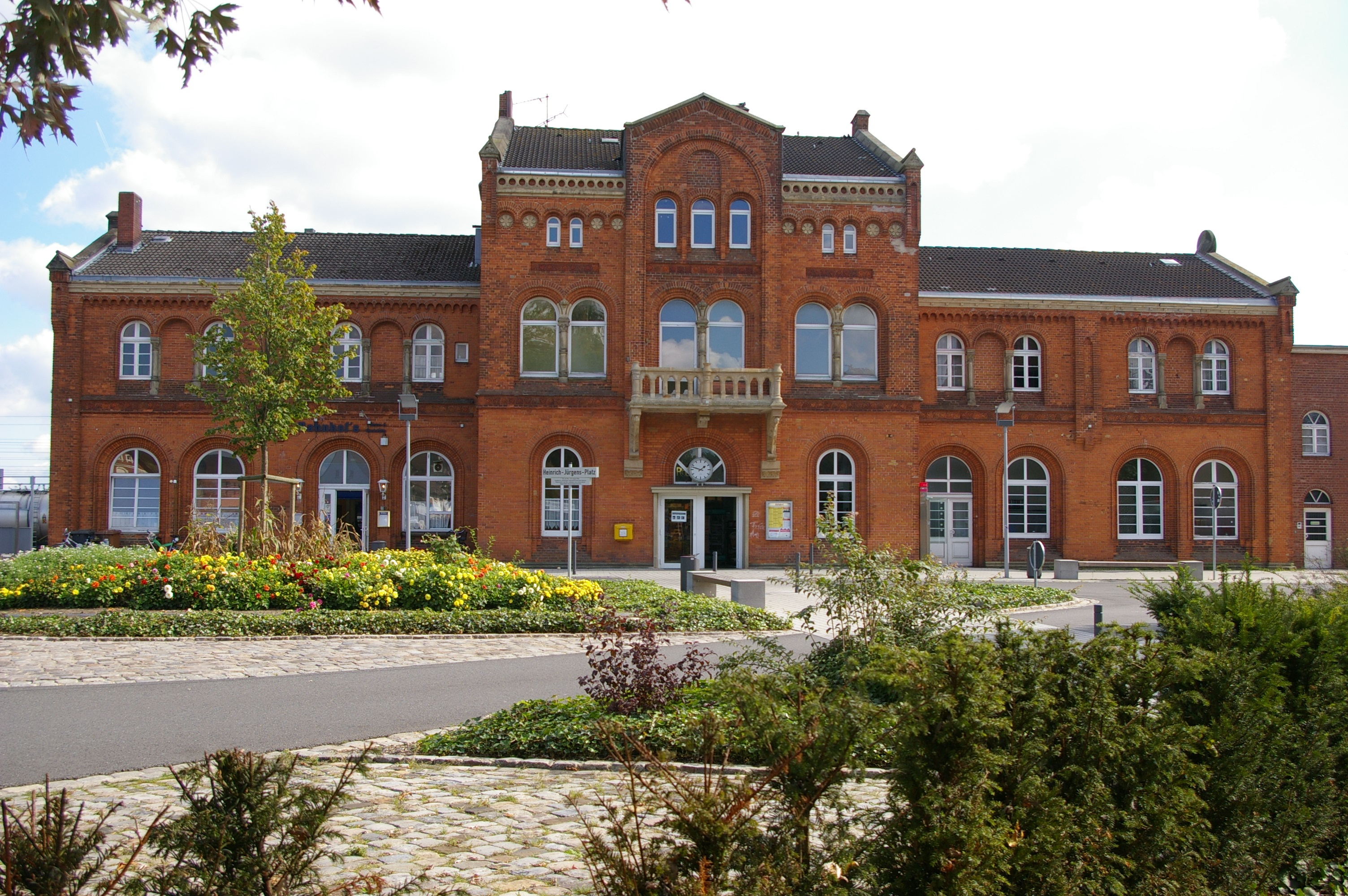
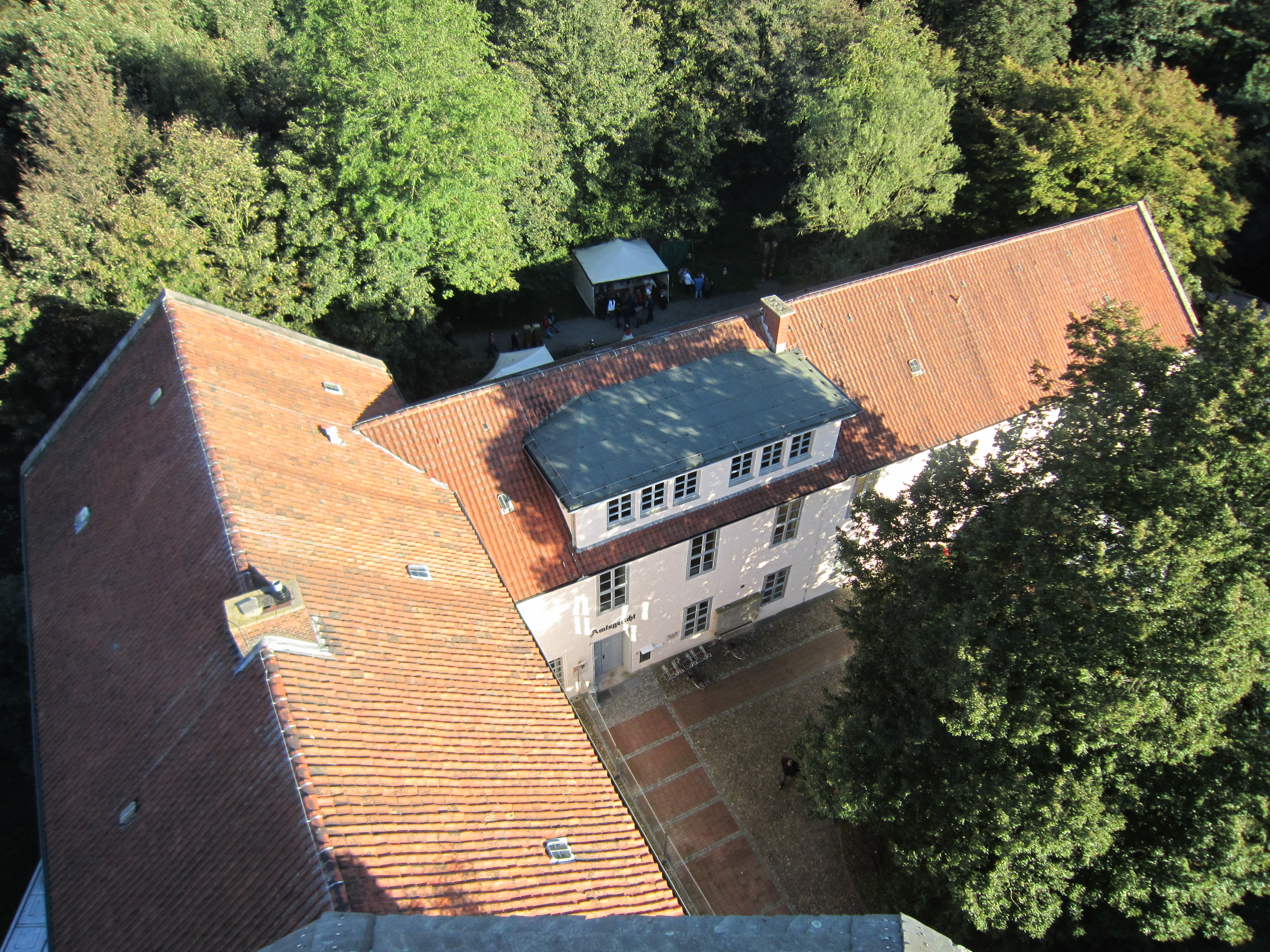
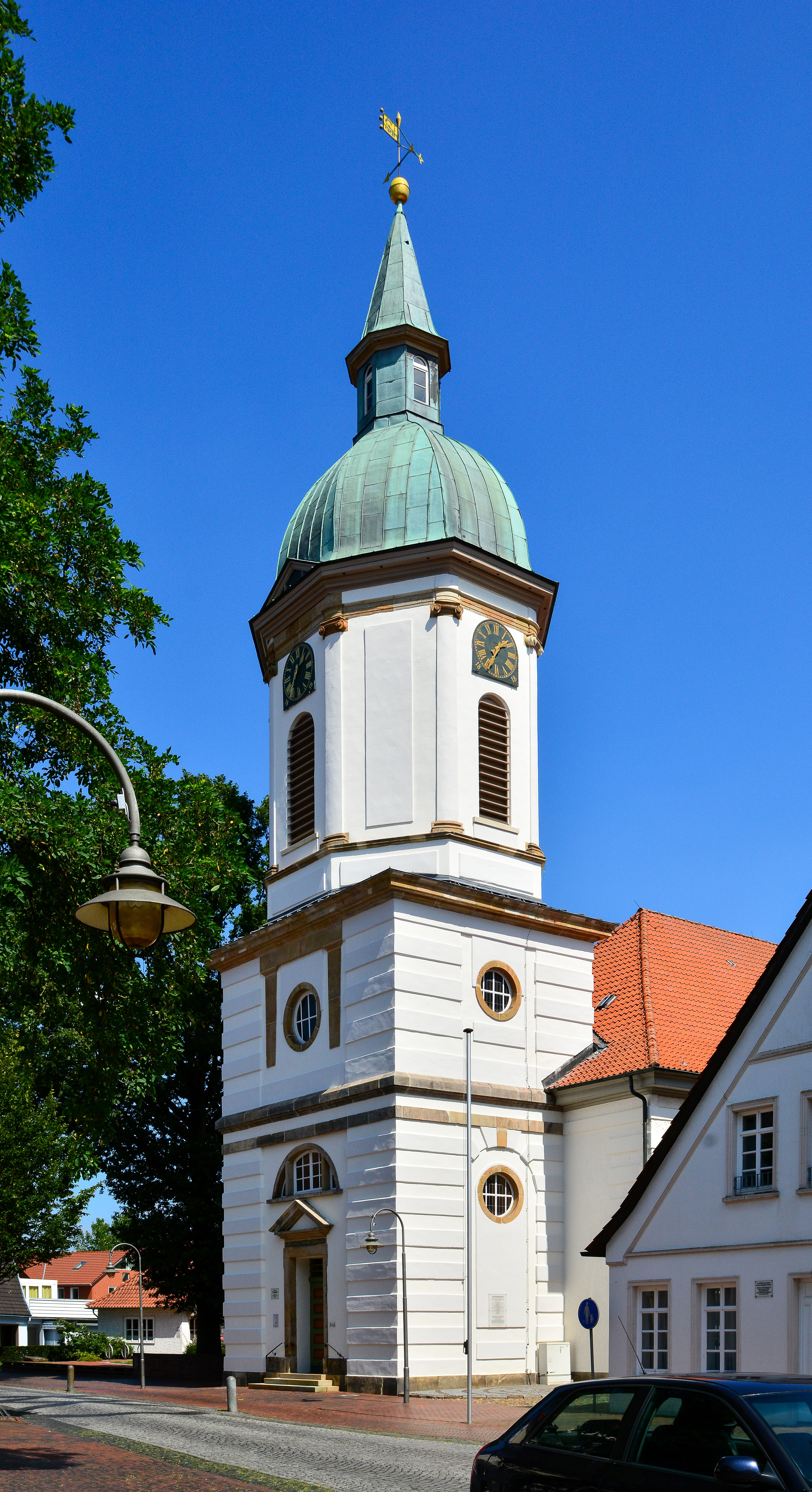
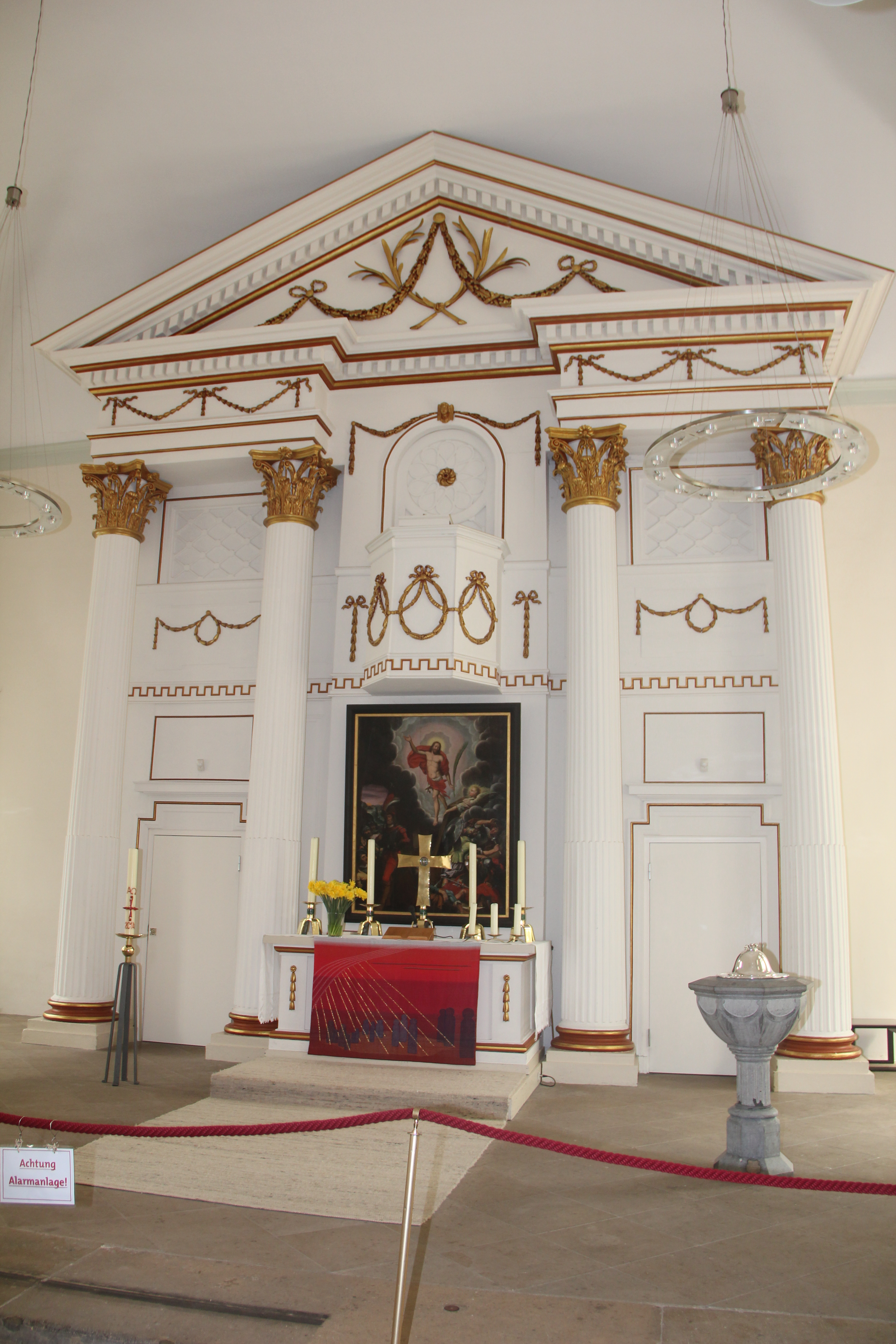
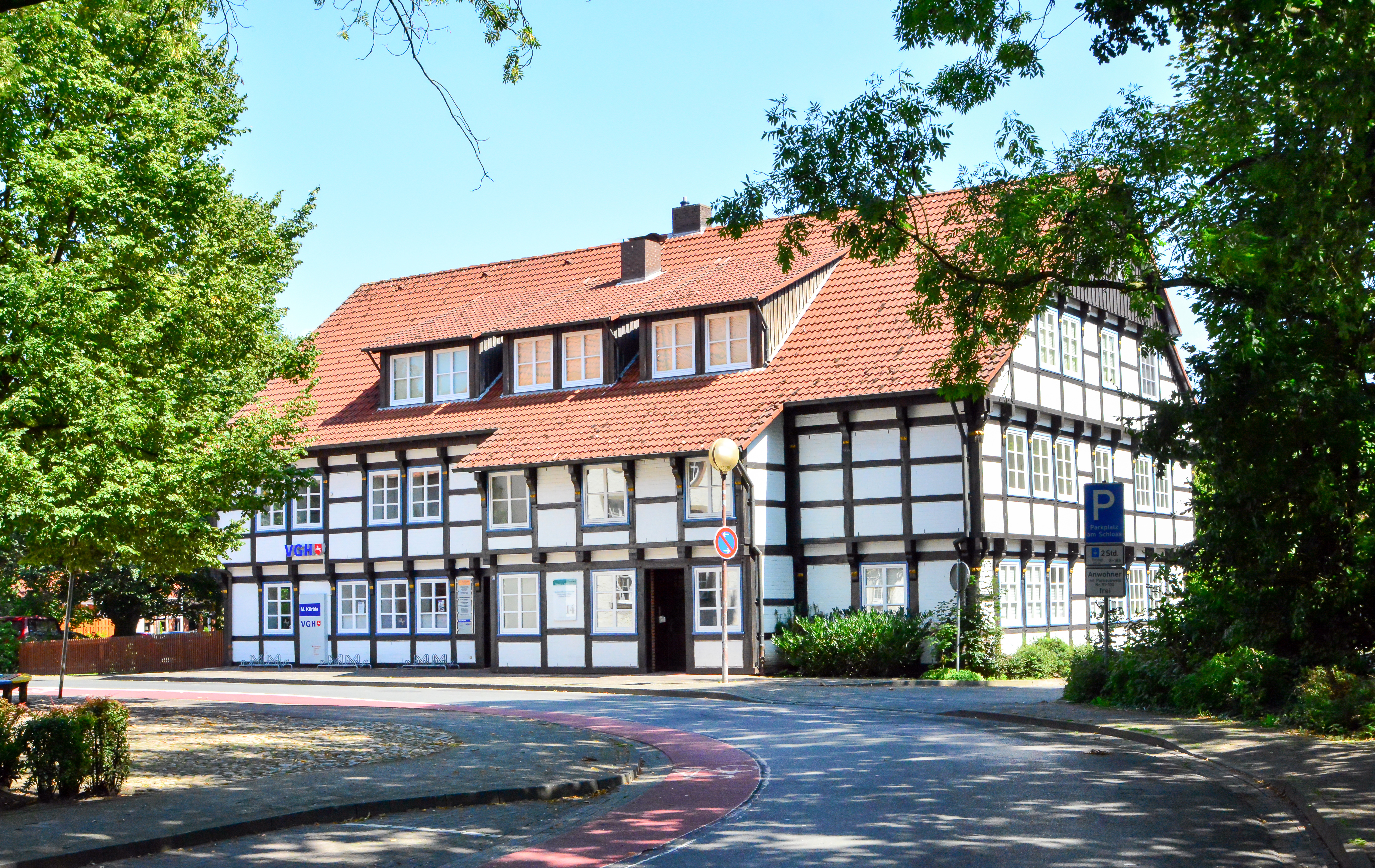
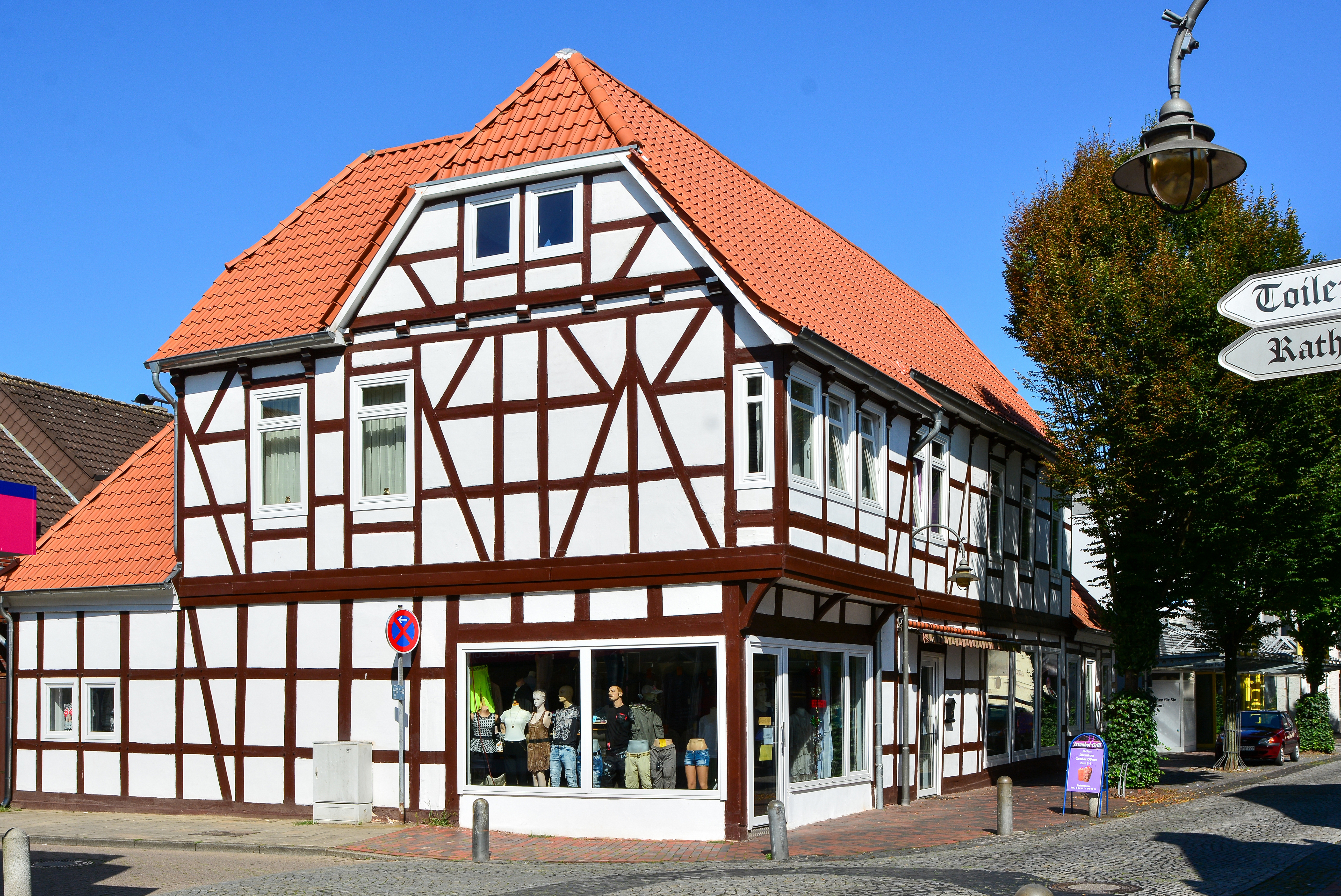
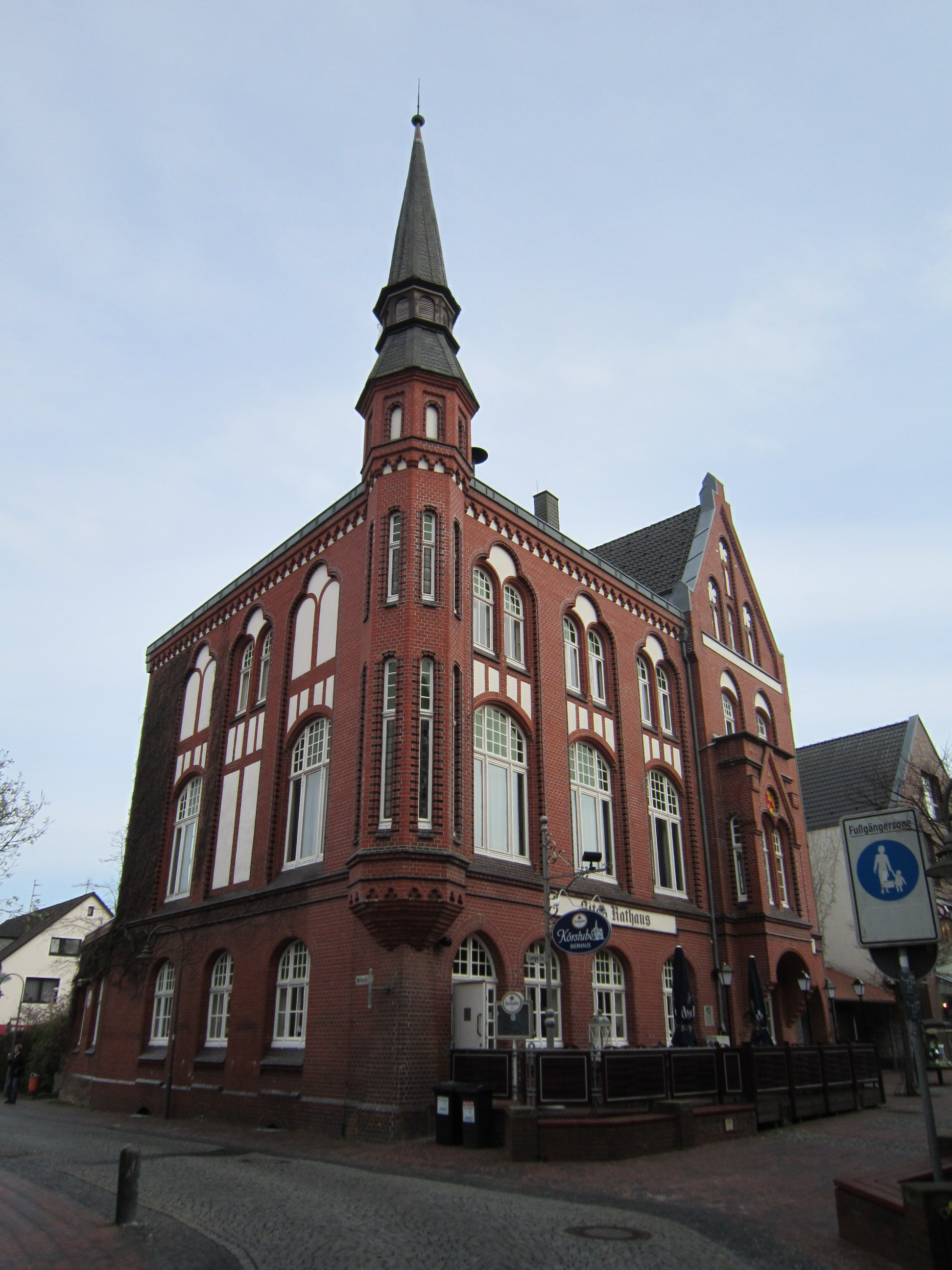
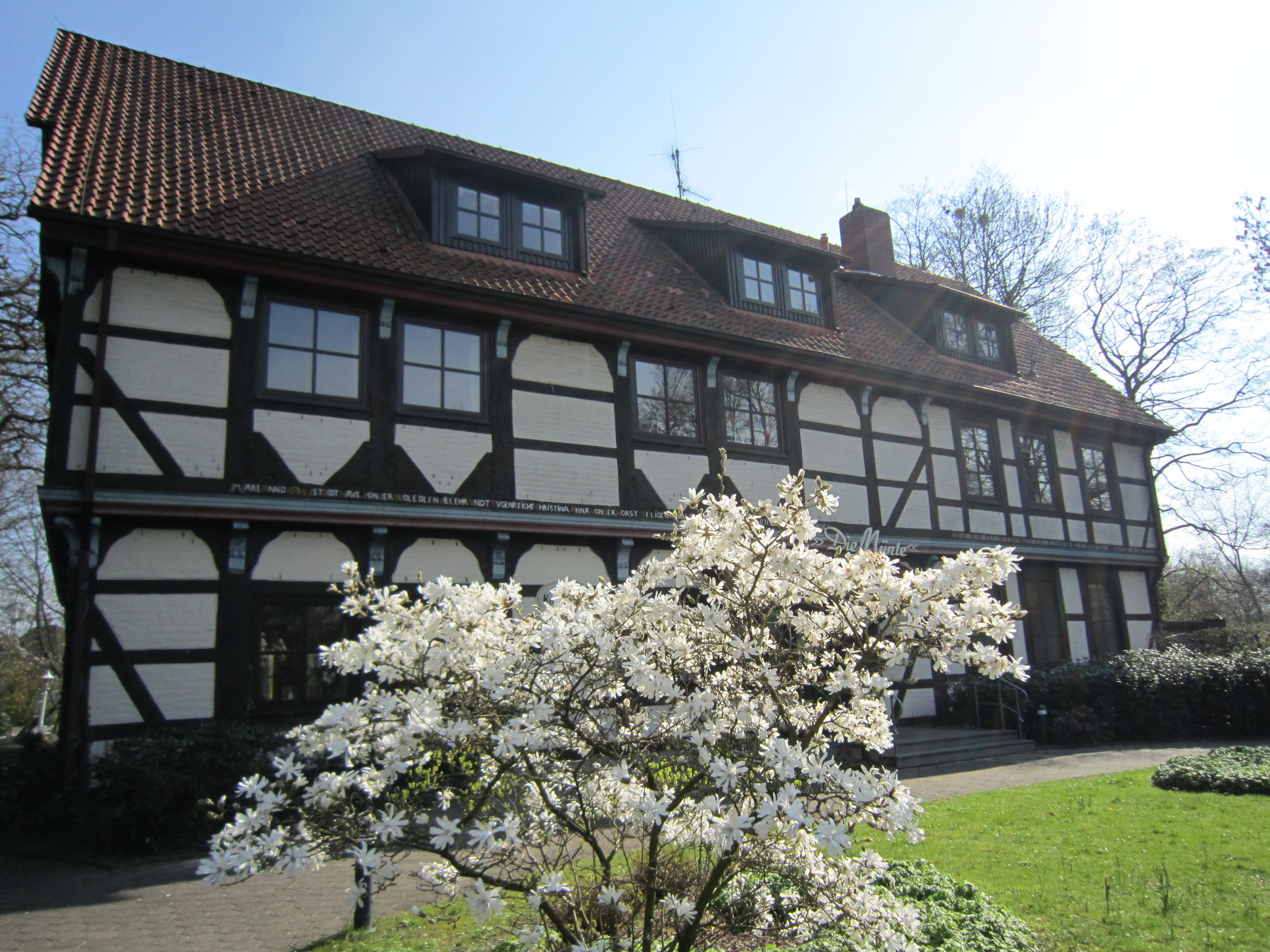
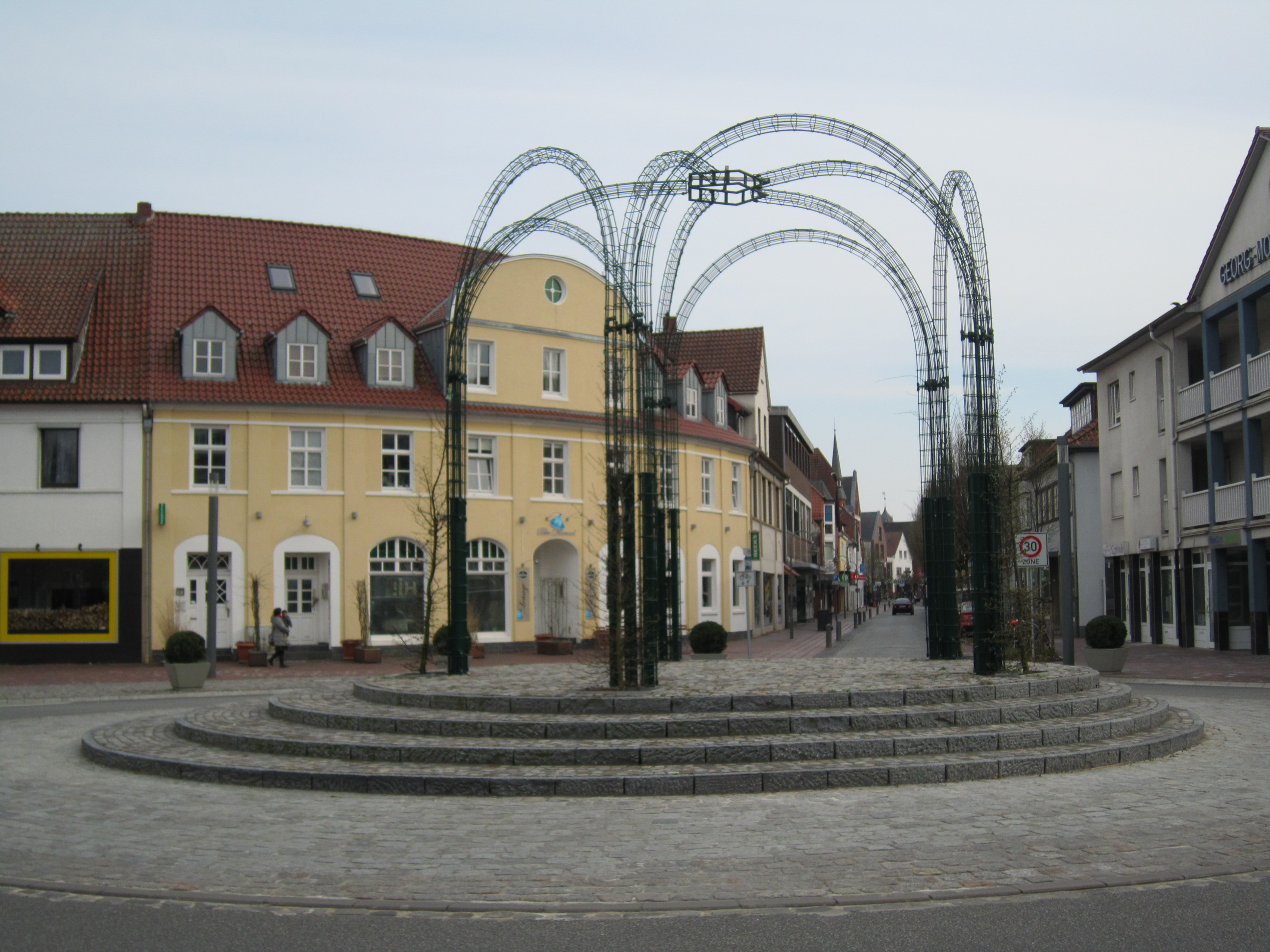
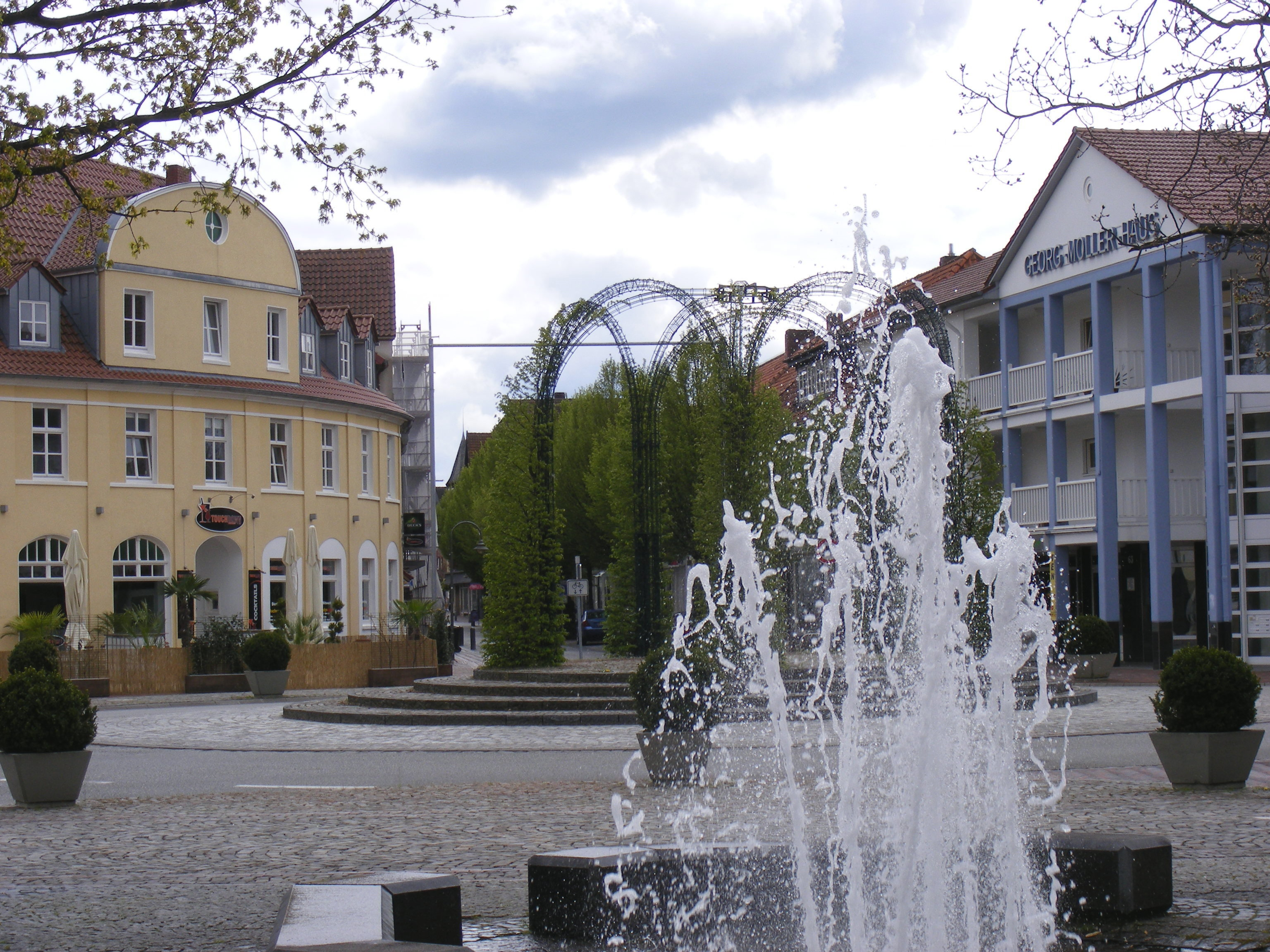
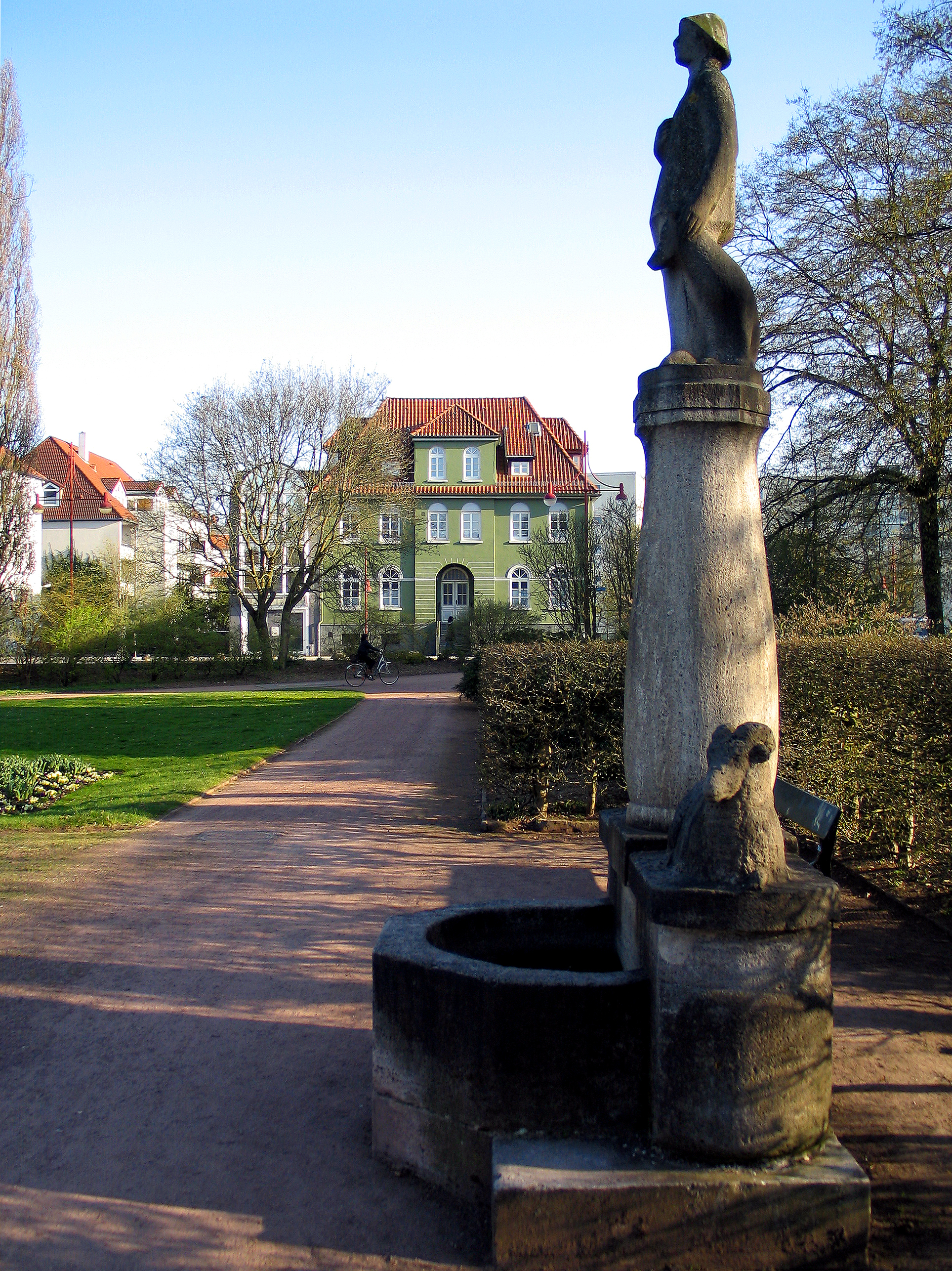
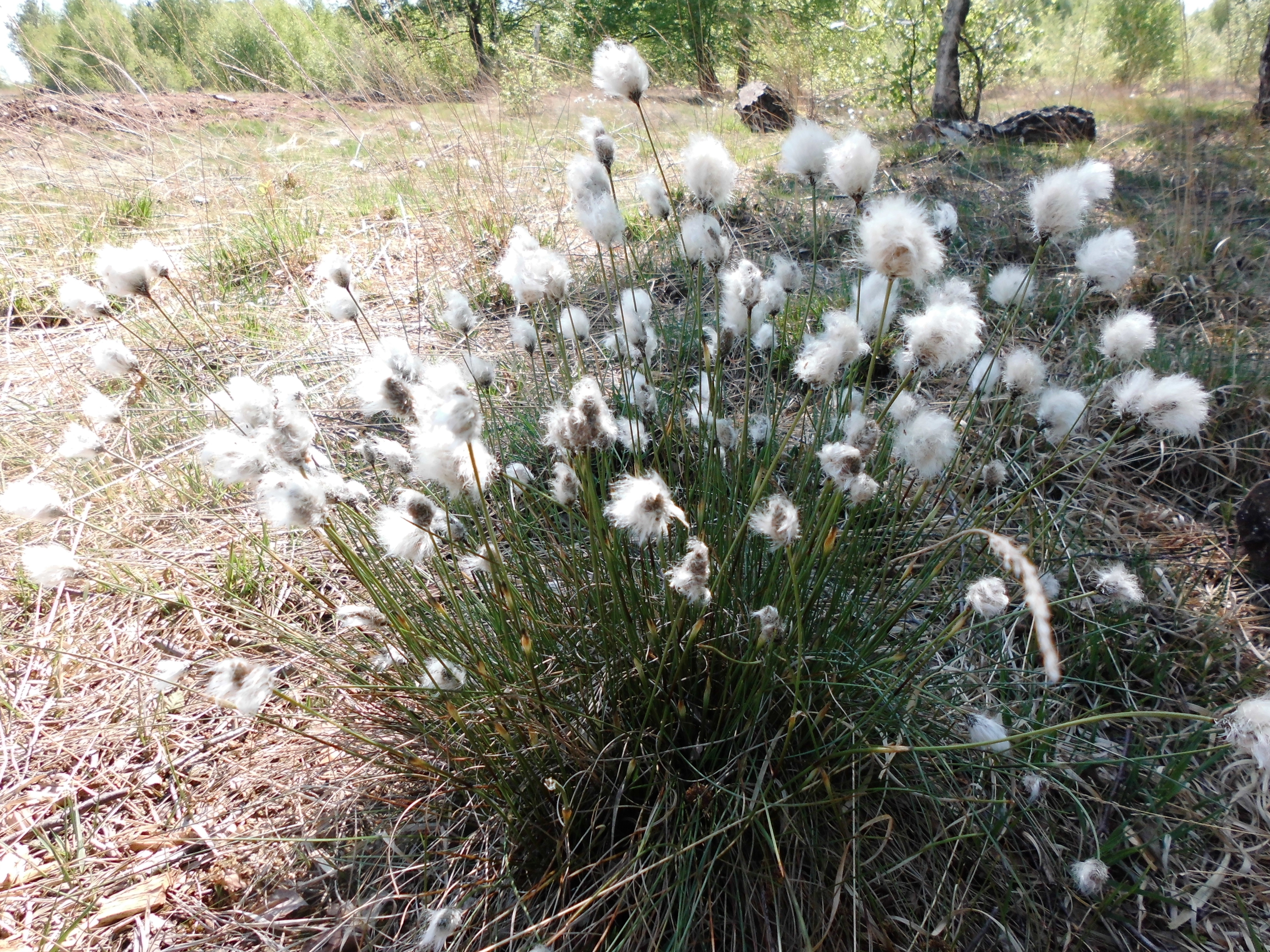